# 全国禁煙推進地方議員連絡会
全国禁煙推進地方議員連絡会（ぜんこくきんえんすいしんちほうぎいんれんらくかい）は、超党派の地方議員による日本の社会運動団体である。禁煙社会の実現を目標に、地方自治体における禁煙対策の推進を掲げる。神奈川県議らを中心に2009年3月に結成された。地方議員のみが正会員となれるが、一般人も「賛助会員」として参加できる。

## 役員
総会が役員として世話人と監査を選出し、世話人が役員会を構成する。役員会は会の代表として代表世話人を互選する。
| 役職       | 議員名   | 自治体               | 担当       |
| ---------- | -------- | -------------------- | ---------- |
| 代表世話人 | 宮崎増次 | 新潟県議会議員       | 東日本地域 |
| 代表世話人 | 山本忠相 | 和歌山市議会議員     | 西日本地域 |
| 代表世話人 | 田中健   | 元・江戸川区議会議員 | 東京地域   |
| 代表世話人 | 関口正俊 | 神奈川県議会議員     | 総務       |
| 代表世話人 | 小島健一 | 神奈川県議会議員     | 企画       |
| 監事       | 水口武彦 | 高山市議会議員       | 岐阜       |